# 布朗代里永
布朗代里永（法語：Brandérion，法語發音：[bʁɑ̃deʁjɔ̃]）是法国莫尔比昂省的一个市镇，属于洛里昂区。

## 地理
布朗代里永（47°47'37"N, 3°11'41"W）面积6.03 平方千米，位于法国布列塔尼大區莫尔比昂省，该省份为法国西北部沿海省份，位于布列塔尼半岛南部，北起阿摩尔滨海省、西接菲尼斯泰尔省，南濒大西洋，东南接大西洋卢瓦尔省，东临伊勒-维莱讷省。
与布朗代里永接壤的市镇（或旧市镇、城区）包括：朗吉迪克、诺斯唐、凯维尼亚克。

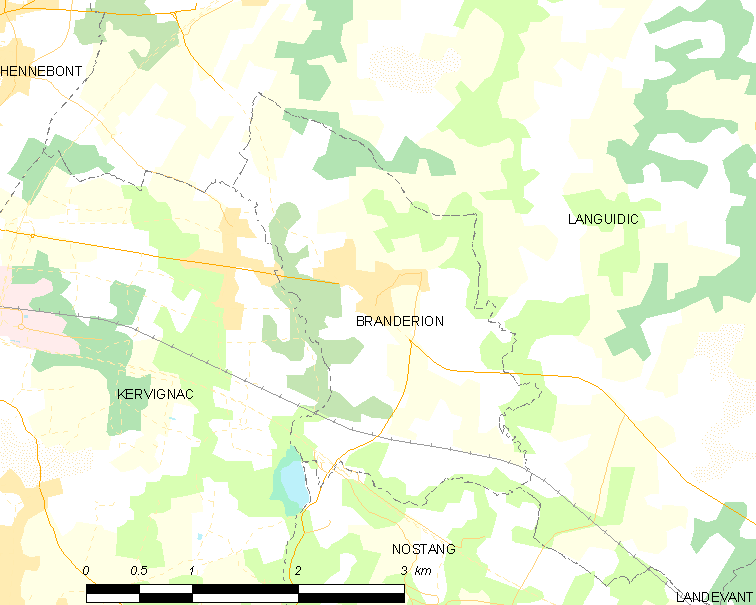
布朗代里永的OSM定位图

布朗代里永的时区为UTC+01:00、UTC+02:00（夏令时）。

## 行政
布朗代里永的邮政编码为56700，INSEE市镇编码为56021。

## 政治
布朗代里永所属的省级选区为普吕维涅县。

## 人口

1962-2008年间布朗代里永人口变化图示

布朗代里永于2022年1月1日时的人口数量为1480人。